# Baengnyeong

Localização de Baengnyeong

Baengnyeong é uma ilha da Coreia do Sul, na província de Incheon, e situada perto da Linha de Limite Norte.
Esta ilha é na atualidade local de numerosos conflitos entre o Exército Popular da Coreia (da Coreia do Norte) e a Marinha da República da Coreia (da Coreia do Sul). Num dos mais recentes atritos entre as duas Coreias, o governo norte-coreano afirmou que este será o primeiro alvo do exército em caso de guerra.